# 500 funtów izraelskich 1974 Dawid Ben Gurion
500 funtów izraelskich 1974 Dawid Ben Gurion – izraelska moneta kolekcjonerska wybita w 1974 roku w złocie z okazji pierwszej rocznicy śmierci Dawida Ben Guriona. Moneta wyemitowana przez Bank Izraela. Monety z okresu liry zostały wycofane z obiegu w 1980 roku. Moneta wybita poza izraelskimi seriami monet kolekcjonerskich.

## Opis monety

### Awers
W środku pola monety znajduje się herb Izraela. Nad nim, wzdłuż otoku hebrajski napis „חמש מאות לירות ישראליות” (500 funtów izraelskich). Zaraz pod herbem wybito znak mennicy (מ). Na dole awersu, wzdłuż otoku nazwa państwa w języku angielskim i arabskim (اسرائيل) rozdzielone rokiem podanym wg kalendarza gregoriańskiego i żydowskiego (תשל"ה 1974). Awers z inskrypcjami został zaprojektowany przez Cwiego Narkisa.

### Rewers
W legendzie rewersu znajduje się portret Ben Guriona w okienku. Na dole umieszczono herb Izraela. Po lewej od niego imię i nazwisko premiera w językach angielskim i hebrajskim. Po prawej stronie lata życia wg kalendarza żydowskiego i gregoriańskiego (1886–1973). Profil Ben Guriona został zaprojektowany przez Szwajcara Andre Lassere'a na podstawie zdjęcia wykonanego przez Alfreda Bernheima.

### Pozostałe
Opis:
- Waga: 28 g
- Średnica: 35 mm
- Kruszec: Au 900
- Rant: ząbkowany
- Stempel: lustrzany
- Ilość wybitych sztuk: 47 528
- Mennica: Swissmint (Berno, Szwajcaria)[2]